# بنجامين كورتيس بورتر
بنجامين كورتيس بورتر (بالإنجليزية: Benjamin Curtis Porter)‏ هو رسام أمريكي، ولد في 27 أغسطس 1843 في ميلروز في الولايات المتحدة، وتوفي في 2 أبريل 1908 في نيويورك في الولايات المتحدة.